# Дамбо (фильм)
«Да́мбо» (англ. Dumbo) — полнометражный фильм 2019 года режиссёра Тима Бёртона. В главных ролях — Ева Грин, Колин Фаррелл, Майкл Китон и Дэнни ДеВито. Киноадаптация одноимённого мультфильма 1941 года.

## Сюжет
В 1919 году ветеран Первой мировой войны Холт Фэрриер (Колин Фаррелл) возвращается после окончания вооружённого конфликта в цирк братьев Медичи, находящийся под руководством Макса Медичи (Дэнни ДеВито), в котором он (Холт) когда-то работал наездником. Однако цирк столкнулся с финансовыми проблемами, и Медичи был вынужден продать лошадей, поэтому он назначил Холта, тянущегося к работе, но потерявшего руку на войне, смотрителем беременной слонихи Джамбо. У Джамбо рождается слонёнок с невероятно большими ушами, и Медичи приказывает Холту спрятать уши, чтобы публика, когда слонёнок предстанет её взору, их не увидела. Однако слонёнок случайно раскрывает спрятанные в чепчик уши в своём дебютном представлении. Зрители насмешливо называют слонёнка «Дамбо» (англ. dumbo — дурачок, простофиля) и забрасывают его арахисом и другими вещами. Джамбо огорчена обращением со своим сыном и неистовствует на арене, нанося огромный ущерб цирку и случайно убивая злобного сотрудника. После этого Медичи продаёт Джамбо, чтобы предотвратить катастрофу в СМИ. Дети Холта Милли и Джо утешают Дамбо и вдруг понимают, что Дамбо умеет летать, махая своими ушами. Они также обнаруживают, что перья являются ключом к готовности слонёнка летать — он должен только чихнуть от пощекотавшего его нос пёрышка, и тогда он полетит.
В другом представлении Дамбо играет роль пожарного, который должен потушить огонь хоботом. Однако представление идёт не так, и Дамбо оказывается в ловушке на высокой платформе, окружённой пламенем. Милли рискует своей жизнью, чтобы доставить перо Дамбо, которое приносит ему уверенность в полёте. Аудитория поражена, когда Дамбо начинает летать, и слух о летающем слонёнке начинает распространяться.
В. А. Вандемер (Майкл Китон), владелец парка развлечений «Страна грёз», после представления предлагает Медичи объединиться, на что тот соглашается. По контракту, Медичи станет партнёром Вандемера, а цирковая труппа цирка братьев Медичи будет работать в «Стране грёз». Главным же лицом парка развлечений должен стать Дамбо и его номер с полётом. Позже Вандемер требует, чтобы Дамбо летал на трапеции с Колетт Маршан (Ева Грин), бывшей подругой Вандемера, которую он вывел в свет как актрису, на спине. Однако их дебютное выступление в «Стране грёз» почти проваливается, когда Дамбо падает с высокой платформы и начинает трубить в тревоге. Неожиданно ему откликается Джамбо — оказывается, она стала экспонатом в другом месте «Страны грёз». Слонёнок вылетает с циркового манежа и воссоединяется с матерью.
Опасаясь, что мать Дамбо может отвлечь его от выступлений, Вандемер приказывает забрать Джамбо и убить её. Он также увольняет всех актёров цирка братьев Медичи из «Страны грёз». Когда Холт и остальные актёры узнают, что Вандемер намерен убить Джамбо, они решают освободить и Джамбо и Дамбо. Цирковые артисты используют свои различные таланты, чтобы спасти Джамбо от рук помощников Вандемера, в то время как Холт и Колетт помогают Дамбо во время представления вылететь из цирка. Вандемер пытается остановить их, но, обезумев от ярости, вызывает неправильным управлением электрической системой парка пожар, который уничтожает «Страну грёз». Также Вандемер теряет финансирование и окончательно разоряется.
Холт, Колетт, Джо, труппа цирка и Медичи приводят слонов в порт, где Дамбо и Джамбо провожают на корабль, отправляющийся в джунгли. После этого цирк Медичи (теперь называемый семейным цирком Медичи) восстанавливается и процветает, в то время как Дамбо и Джамбо воссоединяются со стадом слонов в джунглях.

## В ролях
- Колин Фаррелл — Холт Фэрриер
- Майкл Китон — В. А. Вандемер
- Дэнни ДеВито — Макс Медичи
- Ева Грин — Колетт Маршан
- Алан Аркин — Дж. Гриффин Ремингтон
- Нико Паркер  — Милли Фэрриер
- Финли Хоббинс — Джо Фэрриер
- ДеОбия Опарей — Ронго
- Джозеф Гатт — Нилс Скеллиг
- Рошан Сет — заклинатель змей
- Шэрон Руни — мисс Русалка
- Дуглас Рит — Сотби
- Майкл Баффер — Баритон Бейтс, мастер ринга в Стране грёз
- Фрэнк Бурк — Пак
- Эдд Осмонд — «Дамбо»
- Джо Осмонд — цирковой повар

## Прокат
Премьера в Нидерландах, Саудовской Арави и Франции состоялась 27 марта 2019 года, в Аргентине, России и Таиланде — 28 марта 2019 года, в Великобритании, Индии и Японии — 29 марта 2019 года.

## Критика
На сайте Rotten Tomatoes у картины 46 % положительных рецензий на основе 369 отзывов. На Metacriticе — 51 балл из 100 на основе 55 рецензий. Зрители, опрошенные CinemaScore, присудили фильму средний балл A− по шкале от A + до F, а в PostTrak — 3,5 из 5 звезд.
Кэти Райф из The A.V. Club поставила фильму четверку и написала: «Что может быть больше, чем Дисней, контролирующий способы, которыми режиссёр может критиковать Дисней?». Джеймс Берардинелли из Reelviews назвал «Дамбо» «совершенно адекватным семейным фильмом», оценив его на 3 из 4 звезд.